# Пэн Чжаоцинь
Пэн Чжаоцинь (кит. упр. 彭肇勤, пиньинь Péng Zhàoqín; род. 8 мая 1968, Гуанчжоу) — нидерландская, ранее китайская, шахматистка, гроссмейстер (2004). 
Трёхкратная чемпионка Китая среди женщин (1987, 1990 и 1993). Серебряный призёр 5-го чемпионата Европы среди женщин (2004). 13 раз принимала участие в олимпиадах (1988—1994, за Китай и 1998—2014, за Нидерланды).

## Изменения рейтинга
| Графики недоступны из-за технических проблем. См. информацию на Фабрикаторе и на mediawiki.org. |